# 3:12-reglerna
3:12-reglerna kallas det regelverk för ägarbeskattning som gör att utdelning från småföretag i vanliga fall beskattas betydligt högre än utdelning från storföretag i Sverige. Den som träffas av regelverket betalar en marginalskatt på 56,7 procent medan den som inte omfattas betalar 30 procent platt skatt istället. Fram till år 2000 fanns reglerna i 3 § 12 momentet i den gamla lagen om statlig inkomstskatt, vilket har givit 3:12-reglerna deras namn.
Den högre skatten gäller bara entreprenörer, det vill säga företagare som arbetar eller på annat sätt bidrar till företagets vinst, medan en ägare som kan bevisa att han har förhållit sig passiv i företaget de senaste fem åren inte omfattas. Riskkapitalister, globala investerare, banker och finansmän som äger bolag via hedgefonder och andra internationella strukturer betalar därmed regelmässigt den lägre skattesatsen, medan småföretagare som huvudregel betalar den högre skattesatsen. 
Företagare som börsnoterar sina bolag eller säljer minst 30 procent av bolaget till riskkapitalister utanför den egna familjen äger också rätt att jobba i sitt bolag utan att träffas av den högre skattesatsen, oavsett omfattning, om ägandet har bestått längre tid än fem år.
Slutligen är utdelningar över 5,8 miljoner kronor helt befriande från den högre skattesatsen.  Sveriges mäktigaste finansfamiljer slipper därmed nästan helt 3:12-reglerna.
Reglerna gäller för cirka 450 000 företag med nästan 474 000 delägare. I dessa företag, inklusive deras dotterbolag, finns drygt 1,5 miljoner anställda. 
Sverige tillämpar en platt skatt om (normalt) 30 procent på finansiella inkomster medan inkomster av eget arbete taxeras med en progressiv skatt beroende på inkomstens omfattning plus vissa sociala avgifter på lönebeloppet. 3:12-reglerna kräver att småföretagare delar upp sina inkomster i två inkomstslag, "inkomst av tjänst" och "inkomst av kapital". För tjänsteinkomsterna tillämpas sedan samma skattesats som för arbete. Man bör i detta sammanhang notera att vid aktieutdelning har företaget i normalfallet först erlagt 20,6 procent bolagsskatt på rörelsevinsten.
Reglerna är endast tillämpliga på fåmansföretag, som har definierats på så vis att de flesta småföretag i landet omfattas. Regelverket är tekniskt komplicerat och anses höra till de mest komplexa beskattningsreglerna som finns för fysiska personer.

## Etymologi
Reglerna återfanns tidigare i 3 § 12 momentet i den gamla lagen om statlig inkomstskatt, SIL. I dag återfinns reglerna i inkomstskattelagens 56:e och 57:e kapitel.

## Fåmansföretag
Med fåmansföretag menas aktiebolag och ekonomiska föreningar där fyra eller färre personer, direkt eller indirekt, äger mer än hälften av rösterna i bolaget. Då ska även närstående personer (make, barn, föräldrar med flera) räknas in. Delägaren och närstående till delägaren räknas som en enda person. Samtliga delägare som är aktiva i bolaget räknas också som en person enligt den så kallade buntningsregeln.
Det finns en kompletterande specialregel som är oberoende av antalet delägare och det är när personen genom sitt aktieinnehav, avtal etc. har den faktiska bestämmanderätten över bolaget eller verksamhetsgren.
Bolag vars aktier är noterade på en reglerad marknad räknas inte som fåmansföretag.

## Kvalificerade aktier
Inkomstskattelagen skiljer mellan kvalificerade aktier i fåmansföretag och aktier som inte är kvalificerade (s.k. okvalificerade aktier). Avgörande för om ett aktieinnehav är kvalificerat är huruvida delägaren eller närstående till delägaren varit "verksam i betydande omfattning" i företaget under inkomståret eller något av de fem föregående inkomståren. Med detta menas att personens arbetsinsatser har varit av stor betydelse för bolagets vinstgenerering/resultat. En aktie anses även vara kvalificerad om delägaren eller närstående, under femårsperioden, varit verksam i betydande omfattning i annat fåmansföretag som bedriver "samma eller likartad verksamhet" som företaget. 
För kvalificerade aktier i fåmansföretag gäller att utdelningar och kapitalvinster beskattas enligt 3:12-reglerna, det vill säga med upp till (som mest) cirka 58 % medan motsvarande beskattning för aktier som inte är kvalificerade är 25 %.

## "Okvalificerade" aktier
När delägaren och dennes närstående personer inte längre är verksamma i bolaget i betydande omfattning upphör aktierna att vara kvalificerade, dock först från och med det sjätte kalenderåret därefter. När femårsperioden, ofta benämnd "karenstiden" löpt ut, inträder de gynnsammare beskattningsregler för utdelningar och kapitalvinster som gäller för "okvalificerade" aktier. Då beskattas inte någon del av en kapitalvinst (vid försäljning etc.) eller utdelning i inkomstslaget tjänst, utan hela vinsten eller utdelningen beskattas i inkomstslaget kapital med 25 %.

## Gränsbelopp
Hur en kapitalvinst eller utdelning på kvalificerade aktier ska beskattas beror på hur stort ägarens "gränsbelopp" för aktierna är. Till den del utdelningen/kapitalvinsten ryms inom gränsbeloppet beskattas den endast med 20 %.
Gränsbeloppet beräknas årligen för de aktier som innehas vid beskattningsårets ingång. Beräkningen sker antingen enligt huvudregeln eller enligt förenklingsregeln, den så kallade schablonregeln. 
Gränsbeloppet beräknat enligt förenklingsregeln utgör, för samtliga aktier i företaget, 2,75 gånger inkomstbasbeloppet året före beskattningsåret. Detta ger ett gränsbelopp 2018 på 169 125 kr och 2019 på 171 875 kr. Gränsbeloppet beräknat enligt huvudregeln tar sin utgångspunkt i anskaffningsutgiften för aktierna inklusive ovillkorliga aktieägartillskott. Denna multipliceras med den så kallade klyvningsräntan som uppgår till statslåneräntan året före beskattningsåret (nov 2012: 1,49%) plus nio procentenheter, det vill säga 10,49 % (2013). När gränsbeloppet beräknas enligt huvudregeln tillkommer även ett lönebaserat utrymme beräknat enligt den så kallade löneunderlagsregeln. 
Till gränsbeloppet läggs kvarstående så kallat sparat utdelningsutrymme (outnyttjat gränsbelopp från tidigare år) uppräknat med en särskild räntesats, den så kallade uppräkningsräntan. Uppräkningsräntan uppgår till statslåneräntan vid utgången av november månad året före beskattningsåret (nov 2012: 1,49%) med tillägg av tre procentenheter, det vill säga för 4,49 % (2013). Om gränsbeloppet inte utnyttjas mot utdelning eller kapitalvinst under året får det alltså sparas och räknas upp nästföljande år.

## Löneunderlagsregeln
I fåmansföretag med många anställda har ägaren av aktierna, på grund av den så kallade löneunderlagsregeln, möjlighet att lyfta utdelning med 20 % skatt genom att ett så kallat lönebaserat utrymme får läggas till det årliga gränsbeloppet. Med löneunderlag avses all lön som har betalas ut i pengar (dvs. ej förmåner) till de anställda inklusive ägaren från företaget och dotterföretag året före beskattningsåret. Från 2014 (dvs 2013 års löner) gäller att 50 % av hela löneunderlaget blir lönebaserat utrymme. Dessutom krävs att en delägare måste inneha aktier som motsvarar minst 4 % av kapitalet i företaget för att få använda löneunderlagsregeln. Delägares lönebaserade utrymme begränsas också till högst 50 gånger den kontanta ersättning som delägaren (eller närstående) tagit ut i företaget. Vissa begränsningar gäller också vad gäller löneunderlag i dotterföretag. 
För att ägaren ska kunna dra fördel av löneunderlaget måste ägaren (eller en närstående) lyfta kontant lön som uppgår till det lägsta av 6 gånger inkomstbasbeloppet plus 5 % av samtliga (kontanta) löner i företaget och dess dotterföretag, och 9,6 gånger inkomstbasbeloppet, det så kallade löneuttagskravet.

## Beskattning av utdelning och kapitalvinst
Utdelning och kapitalvinst på kvalificerade aktier i fåmansföretag kan beskattas såväl i inkomstslaget tjänst som i inkomstslaget kapital. Reglerna är tekniska och inte helt enkla men kan kort sammanfattas enligt följande: Upp till gränsbeloppet sker beskattning i inkomstslaget kapital med 20 %. Utdelning/kapitalvinst som överstiger gränsbeloppet beskattas i inkomstslaget tjänst (med upp till ca 58 % skatt beroende på ägarens sammanlagda förvärvsinkomst under året och aktuell kommunalskattesats). 
För både utdelning och kapitalvinst gäller att den del som beskattas i inkomstslaget tjänst begränsas enligt den s.k. 100- respektive 90-basbeloppsregeln. Av en kapitalvinst tjänstebeskattas maximalt 100 inkomstbasbelopp, 5.660.000 kr (2013). Av en utdelning tjänstebeskattas maximalt 90 inkomstbasbelopp, 5.094.000 kr (2013). Till den del en kapitalvinst respektive utdelning överstiger de 100 respektive 90 inkomstbasbeloppen, sker beskattning i inkomstslaget kapital med 30 %.

## Karensbolag
Okvalificerade aktier som säljs beskattas lindrigare än aktier som är kvalificerade, eftersom inkomsten beskattas enbart i inkomstslaget kapital. Därför eftersträvar många ägare av fåmansföretag, som sålt eller avslutat den huvudsakliga rörelsen, att låta bolaget ligga i ”träda” under fem hela kalenderår och inte länge vara verksamma i bolaget. När bolaget efter den gångna karenstiden likvideras eller aktierna säljs beskattas vinsten med 25 %. Ägaren ska således under denna tid vara passiv och inte aktivt bidra till vinstgenereringen i bolaget. Vilka åtgärder och arbetsinsatser som ägaren likväl kan utföra under karenstiden är ofta föremål för bedömning i domstol. Ägaren måste dock i egenskap av styrelsemedlem få utföra obligatoriska styrelsesysslor och uppfylla lagliga krav på redovisning och rapportering till bolagsverket etcetera, utan att bli ansedd som aktiv (= verksam i betydande omfattning). Vidare kan ägaren – utan att påverka bolagets status som karensbolag – utföra viss kapitalförvaltning. Praxis har härvidlag blivit liberalare (se RÅ 2009 not. 68).

## Reformer
Sedan 2006 har regelverket fått några mer tydliga främjande inslag för företagande. Då sänktes bland annat kapitalskattesatsen från 30 till 20 procent, vilket under vissa förutsättningar gjorde det mer gynnsamt att ha kapitalinkomster från ett 3:12-bolag än ett icke-3:12-bolag. I november 2016 presenterades en utredning med i huvudsak förslag till höjd beskattning. Syftet från regeringens sida var att ta ett steg tillbaka från de senaste årens sänkningar av skatten. I augusti 2017 meddelade regeringen att de inte går vidare med det nämnda förslaget, som bland annat skulle inneburit en höjning av skatten inom gränsbeloppet från 20% till 25%, samt förändringar i löneunderlaget för att beräkna gränsbelopp.

## Andra länder

### Nederländerna
I Nederländerna införde man från och med år 1997 särskilda regler som gäller för skattskyldiga med väsentliga aktieinnehav. Inkomst av ett sådant aktieinnehav utgör numera ett eget inkomstslag. Ett väsentligt aktieinnehav föreligger om den skattskyldige ensam eller tillsammans med sin maka direkt eller indirekt äger minst 5 procent av inbetalt aktiekapital (eller minst 5 procent av inbetalt kapital för ett visst aktieslag om bolaget ställt ut olika aktieslag). Även reverser eller lån till bolaget beaktas i förevarande sammanhang. Vidare jämställs innehav av optionsrätt på 5 procent av inbetalt kapital med väsentligt aktieinnehav.

### Norge
I Norge finns två beskattningsunderlag, nämligen alminnelig intäkt (allmän intäkt) och personintekt (personintäkt). Alla skattskyldiga – såväl fysiska som juridiska personer – beskattas för allminnelig intäkt med en proportionell skattesats på 28 %. Fysiska personer skall dessutom betala trygdeavgift (social- avgift med skatteinslag) och toppskatt (bruttoskatt) på personintäkt (pensionsgrundande inkomst och pensionsinkomst). Avgift tas ut oavsett om personintäkten är förmånsgrundande eller inte. Juridiska personer beskattas aldrig för personintäkt även om de kan fungera som beräkningsenhet för den personintäkt som aktiva ägare skall beskattas för.